# 767 (szám)
A 767 (római számmal: DCCLXVII) egy természetes szám, félprím, a 13 és az 59 szorzata.

## A szám a matematikában
A tízes számrendszerbeli 767-es a kettes számrendszerben 1011111111, a nyolcas számrendszerben 1377, a tizenhatos számrendszerben 2FF alakban írható fel.
A 767 páratlan szám, összetett szám, azon belül félprím, kanonikus alakban a 131 · 591 szorzattal, normálalakban a 7,67 · 102 szorzattal írható fel. Négy osztója van a természetes számok halmazán, ezek növekvő sorrendben: 1, 13, 59 és 767.
Elsőfajú Szábit-szám.
A 767 négyzete 588 289, köbe 451 217 663, négyzetgyöke 27,69476, köbgyöke 9,15374, reciproka 0,0013038. A 767 egység sugarú kör kerülete 4819,20313 egység, területe 1 848 164,401 területegység; a 767 egység sugarú gömb térfogata 1 890 056 127,0 térfogategység.